# تورنمنت

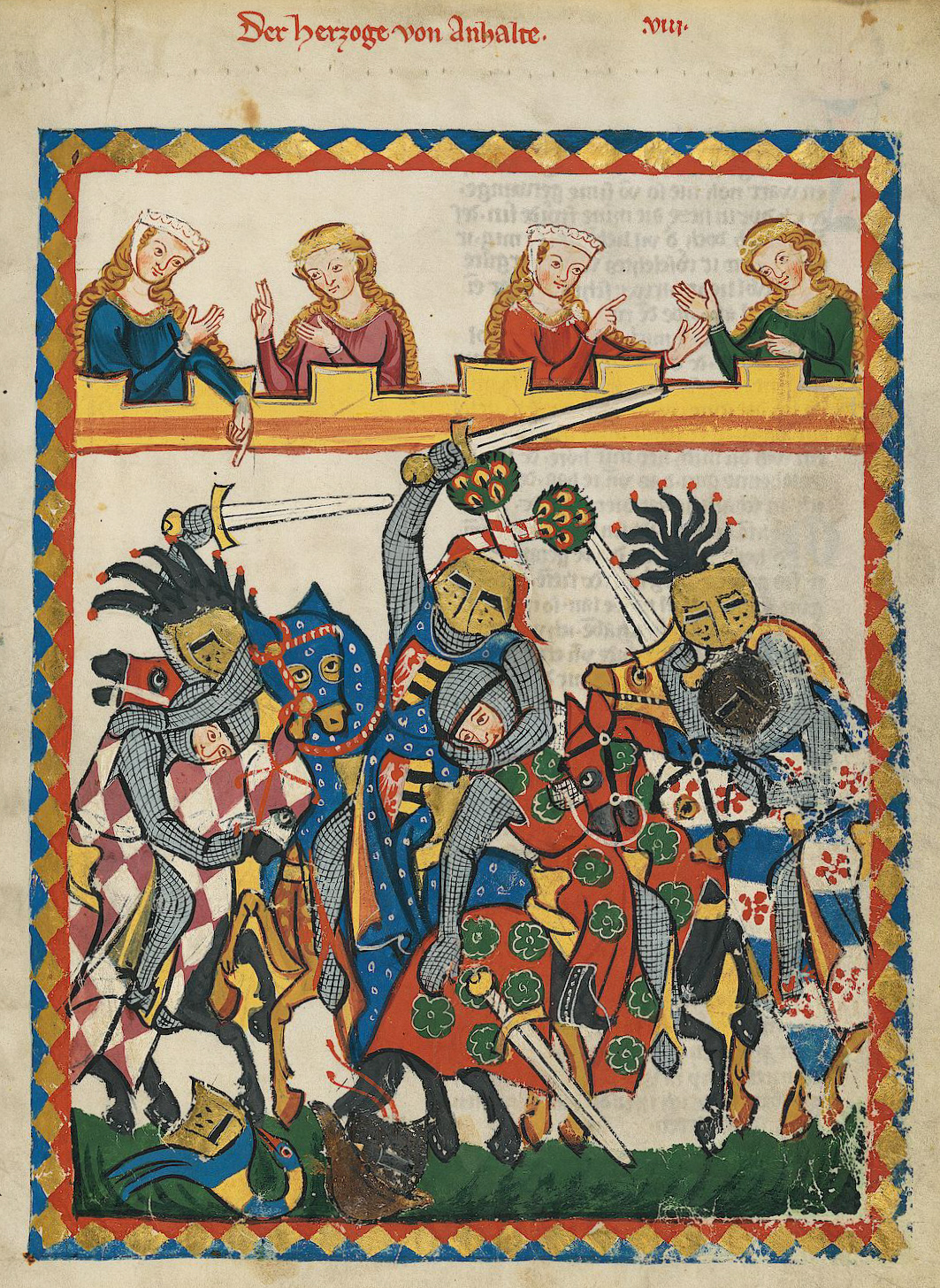
نقاشی ای از مسابقات چند جانبه

تورنمنت(به انگلیسی: tournament) یا مسابقات چندجانبه یک دوره مسابقه است که در پایان به مسابقهٔ نهایی بین دو تیم یا دو بازیکن منجر شود. تورنمنت‌ها تعداد زیادی از بازیکنان و تیم‌ها را دربر می‌گیرند و برگزاری آن‌ها معمولاً چندین روز ادامه دارد.
در تورنمنت‌ها معمولاً برنده نهایی با در نظر گرفتن کلیه نتایج به‌دست آمده شخص یا تیم مشخص می‌شود.
نام تورنمنت از مسابقات شوالیه‌های سده‌های میانه ریشه می‌گیرد که در آن ورزیدگی شهسواران در نیزه‌بازی و نبرد آزموده می‌شد. امروزه نیز تورنمنت‌ها بیشتر مربوط به ورزش‌ها می‌شوند اما گاه تورنمنت‌هایی چون تورنمنت سخنوری و تورنمنت سازهای بادی برنجین و تورنمنت ریاضی بین شهرها نیز برگزار می‌شود.

## مسابقات ورزش‌های الکترونیکی
ورزش‌های الکترونیکی معمولاً در قالب مسابقات برگزار می‌شوند، جایی که بازیکنان و تیم‌های احتمالی برای جایگاهی در مسابقات مقدماتی قبل از ورود به تورنمنت رقابت می‌کنند.از آنجا فرمت‌های مسابقات می‌توانند از حذف یک‌باره یا دو‌باره متغیر باشند و گاهی با مرحله گروهی ترکیب شوند. مسابقات ورزش‌های الکترونیکی تقریباً همیشه رویدادهای فیزیکی هستند که در جلوی تماشاگران زنده برگزار می‌شوند، با داوران یا مقامات رسمی که از تقلب جلوگیری می‌کنند. یک تورنمنت می‌تواند بخشی از یک گردهمایی بزرگتر باشد، مانند Dreamhack، یا مسابقه می‌تواند کل رویداد باشد، مانند World Cyber Games یا Fortnite World Cup. مسابقات ورزش‌های الکترونیکی همچنین به ویژگی محبوبی در کنوانسیون‌های بازی و ژانرهای مختلف تبدیل شده‌اند.
از زمان شروع لیگ حرفه‌ای سایبراتلت در ۱۹۹۷، مسابقات بسیار بزرگ‌تر شده‌اند و حمایت‌های مالی شرکتی بیشتر معمول شده‌اند. افزایش تعداد تماشاگران به صورت حضوری و آنلاین، ورزش‌های الکترونیکی را به مخاطبان گسترده‌تری معرفی کرده است. بزرگترین مسابقات شامل بازی‌های جهانی سایبری، لیگ بزرگ بازی‌های الکترونیکی در آمریکای شمالی، جام جهانی ورزش‌های الکترونیکی فرانسه و بازی‌های جهانی e-Sports در هانگژو، چین هستند.
ورزش‌های الکترونیکی صنعتی با جایزه‌های میلیون دلاری است. برای بازی‌هایی که به خوبی جا افتاده‌اند، جایزه کلی می‌تواند سالانه به میلیون‌ها دلار آمریکا برسد. میانگین جبران برای بازیکنان حرفه‌ای ورزش‌های الکترونیکی با جبران‌های سازمان‌های ورزشی کلاسیک برجسته دنیا قابل مقایسه نیست. به گفته سایت Julian Krinsky Camps & Programs، بهترین بازیکن ورزش‌های الکترونیکی جهان در سال ۲۰۱۷ حدود ۲.۵ میلیون دلار کسب کرده است. بالاترین کل حقوق هر بازیکن حرفه‌ای ورزش‌های الکترونیکی در آن زمان حدود ۳.۶ میلیون دلار بود. در ایالات متحده، جوایز مسابقات ورزش‌های الکترونیکی می‌توانند به ۲۰۰,۰۰۰ دلار برای یک پیروزی برسند. مسابقات Dota 2 International رقابتی را برگزار کرد که تیمی که جایزه اصلی را برد، با تقریباً ۱۰.۹ میلیون دلار به خانه رفت.